# 米歇尔·福柯
米歇尔·福柯（法語：Michel Foucault，1926年10月15日—1984年6月25日），法国哲学家和思想史学家、社會理論家、語言學家、文學評論家、性學家。他对文学评论及其理论、哲学（尤其在法语国家中）、批评理论、历史学、科学史（尤其医学史）、批评教育学和知识社会学有很大的影响。他被认为是一个后现代主义者和后结构主义者，但也有人认为他的早期作品，尤其是《词与物》还是结构主义的。他本人对这个分类并不欣赏，他认为自己是继承了现代主义的传统。他认为后现代主义这个词本身就非常的含糊。
有人就他的结构主义或后结构主义的倾向质疑他的政治活动。在这一点上他的处境与诺姆·乔姆斯基、喬治·萊考夫和简·雅各布斯相同。福柯的思想多有受尼采影響之處。2007年，《時代高等教育指南》把他列為最多人引述的人文科學學者。
福柯在華語學界中有一定的影響力，包括一些介紹傅柯思想以及應用其思想的分析及批判。

## 生平

### 幼年：1926–1938年
1926年10月15日，保罗-米歇尔·福柯出生在法国中西部城市普瓦捷，一个富有、保守、中上阶层的家庭里，是三个孩子中的第二个。按照家族传统规定，以他的父亲保罗·福柯(1893–1959）的名字命名, 但他的母亲坚持要加入米歇尔；他在学校被称为保罗，但在他的一生中，表现出对米歇尔这个名字的偏好。后来他将名字中的保罗放弃，这可能和他同他父亲之间相当紧张的关系有关。
他的父亲是当地成功的外科医生，出生在枫丹白露，搬到普瓦捷，在那里开设了自己的诊所。 他的母亲安妮·马拉珀特，是外科医生普罗斯珀·马拉珀特的女儿，外祖父不仅拥有一家私人诊所，还在普瓦捷大学医学院教授解剖学。。父亲接管了外祖父的诊所，而母亲接管了普瓦图旺德夫尔村庄的19世纪中期大宅。住在那里的有父母和姐弟三人，姐姐弗朗辛，保罗-米歇尔，和弟弟德尼斯，他们有着同样美丽的头发和明亮的蓝眼睛。 孩子们被培养为名义上的罗马天主教教友，参加教堂的弥撒，虽然米歇尔短暂地做过輔祭男孩，但这个家里没有一个是虔诚的。
福柯后来很少提到他的童年。他自称是少年犯，父亲严厉地惩罚他。1930年，福柯提早两年进入当地的（耶稣会办的）亨利四世学校（Lycée Henri-IV）开始上学。在那里，他接受六年的小学教育，直到1936年。然后又同一个校园接受了前四年的中学教育。他在法语、希腊语、拉丁语和历史方面表现优异，但是数学成绩不佳。

### 青少年：1939–1945年
在这段时间里，普瓦捷属于維希法国，后来被德国占领。

### 巴黎高等师范学校：1946–1951年
战后，傅柯成为高等师范学校一名师范生，并最终获得巴黎大学所颁发的学位。傅柯在巴黎高等师范学校的时间对他来说是非常重要的，当时的法国學術界对德国哲学家如黑格爾、胡塞爾、海德格尔和尼采的兴趣越来越强，傅柯的教授之一，让·依波利特，便是一位非常有名的翻译家和德国哲学的专家。梅洛庞蒂当时也在巴黎高等师范学校教学，他講授存在主义和現象學的课程非常受到學生欢迎，包含熱衷學習的傅柯。他於巴黎高等师范学校的后期，与法国最著名的哲学家和科学史学家之一乔治·康奎荷姆建立了关系。
傅柯在巴黎高等师范学校的私人生活并不快乐，他患有严重的憂鬱症，甚至企图自杀。他受到一个心理学家的看护。或許正因为如此，他对心理学非常感兴趣。因此傅柯不但得到了哲学的教育，而且还得到了心理学的教育，他甚至参加了这门学科的临床实践，在那里，与路德维希·宾斯万格尔等思想家接触。
最后傅柯还受到了马克思主义的影响，如其他许多师范大学学生，他在1950年由他的教师阿尔都塞介绍而成為法国共产党员。之後因为不滿史達林统治下的苏联的情况而退出了共产党。但在余生中一直是阿尔都塞的朋友和辩护者。与其他许多人不同的是，他从未公開参加过共产党的活动，也咸少提及黨員的身分。

### 早期：1951–1955年
1950年福柯通过毕业考试，他在师范大学教了一段时间书，但他对此并不感兴趣，因此他很快就离开了法国。

### 瑞典、波兰和西德：1955–1960年
他的一个教师和朋友乔治·杜梅泽尔为他介紹了一个在瑞典乌普萨拉大学作为法国文化代表的职位，从1954年到1970年他在瑞典乌普萨拉大学、波兰华沙以及德国汉堡大学，擔任法國文化代表的職務。

### 中期：1960–1970年

#### 克莱蒙费朗大学、《临床医学的诞生》和《词与物》：1960–1966年
此后他到法国克莱蒙费朗第一大学教哲学，在那里他遇到了丹尼尔·德菲。他們彼此維繫長達二十年，同性伴侶的戀人關係。

#### 突尼斯大学和梵森大学：1966–1970年
当德菲的军事生涯将他指派到突尼西亞后，福柯跟着德菲来到突尼斯大学。在那里，他参与了1968年的学潮。他受这场学潮的影响很深。鉴于1968年的经验，法国政府在巴黎近郊建立了实验性的梵森大学（巴黎第八大学前身） ，福柯成为其哲学系的主任。他任命了很多年轻的左派知识分子，他们激进的结果迫使法国教育部撤回了许多这个系的任命。

### 法兰西学院和《规训与惩罚》：1970–1975
1970年，他被任命为法国最有权威的学术体系：法蘭西學院的思想體系史的教授。在此期間，他帮助建立了“监狱信息组”（Prison Information Group，PIG），調查監獄的設施，並为被关押的受刑人提供他们對獄所的要求，以及申訴管道。1978年4月，福柯訪問日本，除了以“政治的分析哲學”為題演講外，更與日本知識份子如丸山真男對談。

### 《性史》和伊朗革命：1976–1979年
傅柯以義大利報紙《晚郵報》特派記者的身分，於1978年9月第一次訪問伊朗。 並在同年10月，於巴黎城外霍梅尼的流亡住所與他見面。 11月，他第二次前往伊朗，觀察並報導反對沙阿（國王）的革命運動。他也將其他有關伊朗的政治動態發表在法國的報紙和期刊上，例如每日發行的《世界報》和發行廣泛的左翼週刊《新觀察家》。
傅柯的立場明顯站在伊斯蘭主義者這一邊，對世俗的馬克思主義者以及左翼民族主義分子持反對立場。
他認為在伊朗，宗教所帶來的東西不僅是意識形態，實際上是一種詞彙，一種儀式，一場永恆的戲劇，人們可以把「人民的存在與主權的競爭」的宗教戲劇鑲入政治體系中。 傅柯所感知到的伊朗，統一的歷史、文化、話語、社會體系，能夠超越以宗教帶領政治的“矛盾”～一個國家：它將一種傳統的意識形態（伊斯蘭教）與左翼的反帝國主義論述結合在一起，並且以現代的組織、監視、戰爭和宣傳技術武裝自己，壯大宗教化的政體。

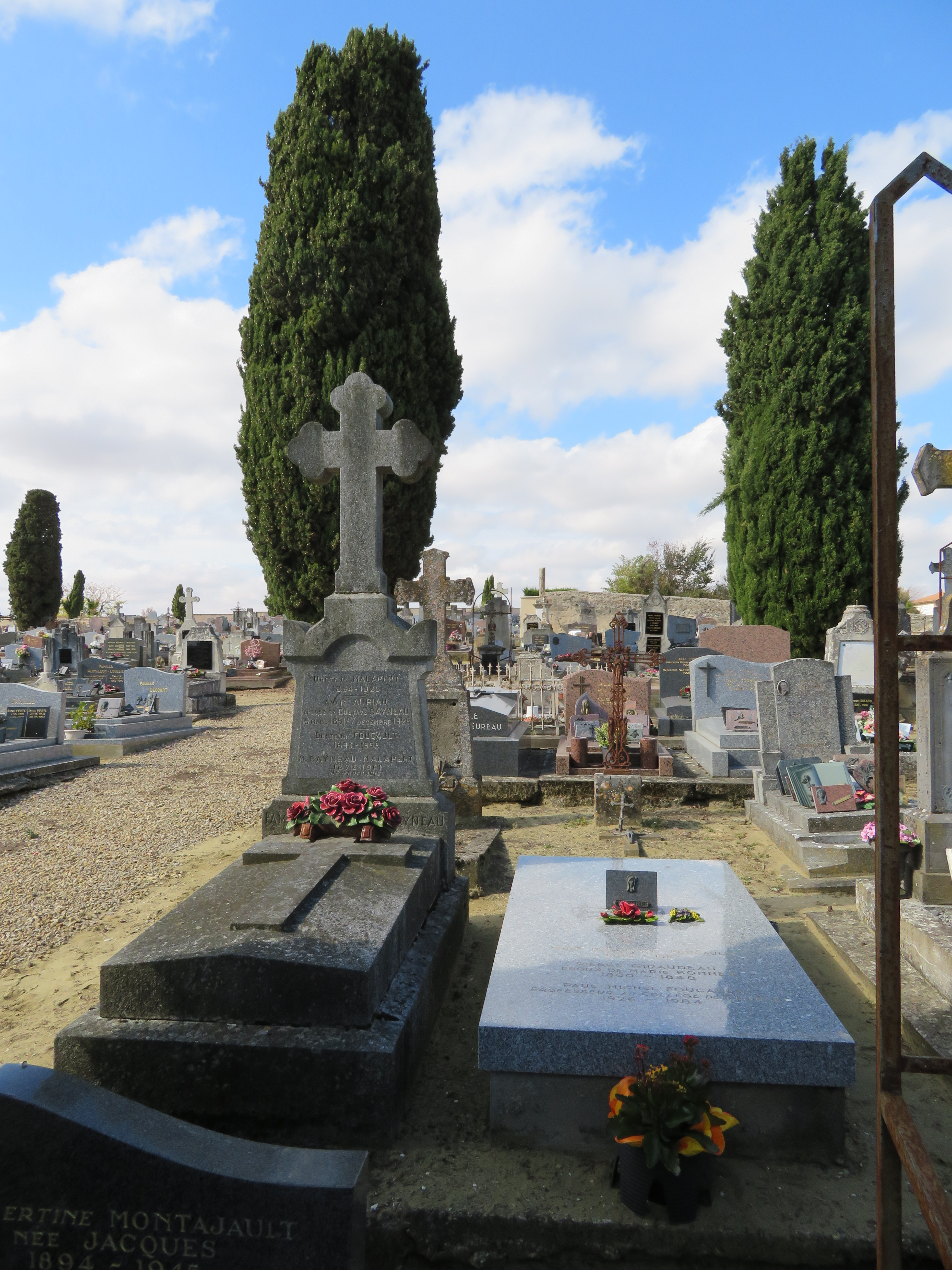
米歇尔·福柯墓，在普瓦图旺德夫尔, 他的母亲（右侧）和父亲（左侧）

### 晚年：1980–1984年
虽然福柯一直对权力持批评态度。1981年弗朗索瓦·密特朗赢得选举胜利后，福柯对其法国社会党政府表示谨慎支持。 但在1982年，波兰政府镇压由团结工会策划的示威游行，而法国社会党拒绝谴责，福柯改变了对该党的支持。他和社会学家皮耶·布迪厄撰写了一份文件，谴责密特朗的无所作为，发表在《解放报》上，他们还参加了大规模公众抗议。 福柯與法國工人民主聯盟合作，希望工人—知識分子的連結可以在法國展現出來，這是一種屬於團結工聯的構造和力量。
他除了继续支持波蘭团结工会，并与他的朋友茜蒙·仙諾前往波兰，参加世界医生（Médecins du Monde）探险队，將醫療物資運送到當地。即使這些物資無法提供有效支持，但他希望人們可以談論波蘭，關注波蘭，讓波蘭的人民不孤單。他們此行也抽出时间参观奥斯威辛集中营。
1980年10月，福柯成为加州大学伯克利分校的客座教授，主持关于“真理与主观性”的豪森讲座，11月在纽约大学人文学院演讲。他在美国知识界越来越受欢迎，吸引了《时代周刊》的关注。福柯1981年在加州大学洛杉矶分校演讲，1982年在佛蒙特大学演讲，1983年再次在伯克利演讲，他的讲座吸引了大批听众。
在美國期間，傅柯感受到社會對同性戀者的開放心態，讓他終於和自己和解。他樂在他的工作，他樂在他身體的快感。從八○年代初，他就認真考慮要離開法國，離開他愈來愈難以忍受的巴黎，前往美國定居。福柯在旧金山的同志酒吧度过了许多夜晚，经常光顾BDSM澡堂，从事无保护的性行为。他在接受同性恋媒体采访时，赞扬了虐恋行为，“SM的實踐是在創造快感，而SM確實是一種次文化。它是一種發明的過程，它運用一種策略關係，作為肉體快感的來源。」是的，這種「可能性，亦即運用我們身體作為多種快感的可能來源，確實是非常重要的事”。
與此同時，傅柯继续从事学术研究，1984年6月，伽利玛出版社出版了《性史》第二卷和第三卷。第二卷《快感的享用》涉及古希腊异教道德中涉及性伦理方面规定的“自我技巧”，而第三卷《自我的关怀》则探讨公元前一、二世纪希腊文和拉丁文文本中的同一主题。第四卷《肉体的忏悔》研究早期基督教的性行为，当时尚未完成。 
人類第一批愛滋病例是在1980年才发现的。 1981年接受采访时，福柯稱愛滋病“是新的美国清教徒主义，他們認為這是一种只惩罚同性恋和黑人的疾病？” 到了1982年，他開始意識到愛滋肆虐的悲劇。但是，人們對於這種疾病究竟是什麼，究竟如何傳染，依然一無所知。因此他對於美國展開的反對性自由的宣傳表示遺憾：「美國的同性戀社群正經歷一場嚴重的危機，和一場雙重定罪運動的夾擊。從外部來看，好幾個州都透過新的立法來壓制性；而從內部來看，自從出現了『男同性戀癌症』這個無可否認的全球現象，整個同性戀運動及其新聞奧援～增強各種性關係的發動機～而運作了十年的動力，已開始逆轉，變成另一種自願而且有組織的重要工具，大力宣傳『單一伴侶』、『一定要運動，不一定要做愛』等等口號。而且有許多人以天譴的角度來經歷和思考這個問題。」
1983年夏天，他开始持续干咳，这引起了巴黎朋友们的关注，但福柯坚称这只是肺部感染。 直到住院时，福柯才被正确诊断感染愛滋病，接受抗生素治疗。他在法国学院作了最后一组演讲。 1984年6月10日，福柯住进巴黎的萨尔佩特里埃医院—正是他在《疯癫与文明》中研究过的同一机构，其神经症状因败血症而变得复杂。

#### 死亡
1984年6月25日，福柯在医院去世。1984年6月26日，《解放报》宣布福柯死亡，并提到因艾滋病而死是一个谣言。第二天，《世界报》发表了一份由他的家人澄清的医学声明，其中没有提到艾滋病。 6月29日，福柯的la levée du corps "拉勒维杜军团"仪式举行，棺材从医院太平间运出来。数百人参加，包括活动家和学术界朋友，吉尔·德勒兹用《性史》的摘录发表了演讲。 他的遗体随后安葬在普瓦图旺德夫尔，举行了小型仪式。 福柯去世后不久，他的伴侣丹尼尔·德菲在法国创立了第一个全国性的艾滋病组织 AIDES，这是一个双关语，在法语中意为“帮助”，而在英语中是这种疾病的缩写。在福柯逝世两周年之际，德菲在《倡导者》杂志上公开透露，福柯之死与艾滋病有关。

## 个人生活
福柯的第一位传记作家迪迪埃·埃里本形容这位哲学家是一个复杂、多面的人物，“在一个面具下面总是还有另一个。” 他还指出，他表现出了非凡的工作能力。福柯的同学一致把他概括为一个“既令人不安又古怪”的“充满激情的工人”。随着年龄的增长，他的个性发生了变化：埃里本指出，他曾是一个“饱受折磨的少年”，但是在1960年以后，他已经成为一个“容光焕发的人，轻松而开朗，”甚至被那些与他共事的人形容为花花公子。他指出，在1969年，福柯体现了好战知识分子的思想。
福柯是无神论者。他喜欢古典音乐，特别喜欢巴赫和莫扎特的作品，并因穿高领毛衣而出名。福柯死后，他的朋友乔治·杜梅吉尔形容他非常善良，也表现出一种智慧。他的终身伴侣丹尼尔·德菲继承了他的遗产。

## 思想
福柯的主要工作总是围绕几个共同的组成部分和题目，他最主要的题目是权力和它与知识的关系（知识的社会学），以及这个关系在不同的历史环境中的表现。他将历史分化为一系列“认识”，福柯将这个认识定义为一个文化内一定形式的权力分布。
对福柯来说，权力不只是物质上的或军事上的威力，当然它们是权力的一个元素。对福柯来说，权力不是一种固定不变的、可以掌握的位置，而是一种贯穿整个社会的“能量流”。福柯说，能够表现出有知识，是权力的一种来源，因为这样的话你可以有权威地说出别人是什么样的和他们为何是这样。福柯不将权力看做一种形式，而将它看做是使用社会机构来表现的一种手段，以此来将自己的目的施加于社会中的不同團體。
比如福柯在研究监狱的历史的时候，他不只觀察看守的物理权力是如何進行的，还研究了他们是怎样从社会上得到这个权力的，例如——监狱是怎样被设计的，進而使囚犯瞭解到他们到底是谁，来让他们记住一定的行动规范。他还研究了“罪犯”的发展，研究了罪犯的定义的变化，由此推导出权力的变换。对福柯来说，“真理”（其实是在某一历史环境中被当作真理的事物）是运用权力的结果，而人只不过是使用权力的工具。
福柯认为，依靠一个真理系统建立的权力，可以通过讨论、知识、历史等来被质疑。通过强调身体，贬低思考，或通过艺术创造等方式，也可以对这样的权力進行挑战。
福柯的书往往写得非常紧凑，充满了历史典故，尤其是小故事，来加强他的理论的论证。福柯的批评者说他經常在引用历史典故时不够小心，因為他常常错误地引用一个典故，甚致自己创造典故。

### 《古典時期瘋狂史》
《古典時期瘋狂史》（Histoire de la folie à l'âge classique - Folie et déraison）於1961年出版，它是福柯的第一部重要著作，是他在瑞典教法語时所写的。英文縮寫本名為《瘋癲與文明》（Madness and Civilization: A History of Insanity in the Age of Reason)。它讨论了历史上疯狂这个概念是如何发展的。
福柯的分析始于中世纪，他描写了当时人们如何将麻风病人关起来。从这里开始他探讨了15世纪愚人船的思想和17世纪法国对监禁的突然流行。然后他探讨了「疯狂」是如何被看做一种女人所引起的病~当时有人认为女人的子宫在她们的身体周围环绕，可能引起疯狂。后来疯狂被看做是灵魂的疾病。最后，随着西格蒙德·弗洛伊德，疯狂則被看做是一种精神病。
福柯还用了许多时间来探讨人们是怎样对待疯子的：从将疯子接受为社会秩序的一部分，到将他们看做必须关闭起来的人。他也研究了人们是怎样试图治疗疯狂，尤其他探讨了菲利普·皮内尔和塞缪尔·图克的例子。他断定这些人使用的方法是残暴和残酷的。比如，图克对疯子进行惩罚，一直到他们学会模仿普通人的作为，但实际上他是用恐吓的方式来让他们的行为像普通人。与此类似的，皮内尔使用厌恶疗法，包括使用冷水浴和紧身服。在福柯看来，这种疗法是使用重复的暴行，直到病人将审判和惩罚的形式内化。
《古典時期瘋狂史》表達了普遍意識型態傾向，描述社會觀念如何影響道德標準與人類社會行為。
福柯為法國60年代的學者，著作此書的目的在於抨擊社會機構透過醫療化社會（medicalized society），將人分為「正常」與「非正常」。此書一開始即援引帕斯卡的一句話：「人類必然會瘋癲到這種地步，即不瘋癲也只是另一種形式的瘋癲」，表達對社會規訓的不滿。

### 《临床医学的诞生》
《临床医学的诞生》（Naissance de la clinique: une archéologie du regard médical）是福柯的第二部重要的书，1963年出版。它延续了《疯癫与文明》的讨论，概括了医学，尤其是临床医学和医院的发展。

### 《词与物》
《词与物》（Les Mots et les choses: une archéologie des sciences humaines）出版於1966年，它主要的论点在於每个历史阶段都有一套異於前期的知識形構規則（福柯稱之為認識型（épistémè）），而現代知識型的特徵則是以「人」做為研究的中心。既然「人」的概念並非先驗的存在，而是晚近知識型形塑的結果，那麼它終將會被抹去，如同海邊沙灘上雕塑的一張臉。這本書的問世使福柯成为一位知名的法国知识分子，但也因為「人之死」的結論而飽受批評。让·保罗·萨特就曾基於此點批判此書为“小资产阶级的最后壁垒”。

### 《知识考古学》
《知识考古学》（L'Archéologie du Savoir）出版于1969年，这是福柯对方法论的讨论，他写了这部书来回答别人对《词与物》的反应。

### 《规训与惩罚》
《规训与惩罚》（Surveiller et punir: naissance de la prison）出版于1975年。它讨论了现代化前的公开的、残酷的统治（比如通过死刑或酷刑）渐渐转变为隐藏的、心理的统治。福柯提到自从监狱被发明以来它被看做是唯一的对犯罪行径的解决方式。
福柯在这部书中的主要观点是对罪犯的惩罚与犯罪是一个相互关系——两者互为前提条件。
福柯将现代社会比做邊沁的《全景监狱》（Panopticon），一小批看守者可以监视一大批囚犯，但他们自己却不被看到。
傳統帝王透過凌遲罪犯、斬首示眾，以肉體的懲罰來宣示自身統馭的權威。這種直接曝入施力者與受力者的角色，16世紀進入古典時代，福柯以兩個歷史事件作為範例，說明規訓手段的方式與樣貌完全不同以往。其一是鼠疫肆虐於歐洲，爲了讓發生鼠疫的地區災情不致繼續擴散，指示每戶人家關緊門戶，閉居自身住所，不可在未經許可下到公共空間溜搭。街道上只有持槍的軍人以及固定時間出來巡察、點名，並透過書寫登記，記錄每個居民的存亡記錄，再交付市長進行重新審核。
規訓人民的方式，從原來展示威嚇的懲罰，轉變至現代使用科學知識、科層制度等，進行各種分配安置，顯示規訓手段的改變。
福柯無意解釋罪犯是怎麼來的，或是為何會有犯罪的行為等等起源，或事件發生的原因等問題。他要強調某種機制存在於那邊，原本只是要將一群擾亂社會秩序者關起來。然而這件單純事情開始被關注後，研究為何這群人如此不同，藉以觀察他們的顱骨大小、小時候是否被虐待等成因，開始產生心理學、人口學、犯罪學這些學問。除了為「罪犯」這個身份以更多的意涵加以定義，也同時將罪犯主體化。
這套認識系統，於監獄中透過反覆操練、檢查審核、再操練，不只是要矯正犯人，並要犯人認清自己是個罪犯，是擁有偏差行為的「不正常」人，所以你自己要努力矯正自己，監獄、警察都是在「幫助」你做這件事情。也就是說，這套機制中的受力者既是主體又是客體，不只告訴罪犯你必須做甚麼，還會要求時時問自己這樣做對不對，並且如何為自己的這個罪犯身份，懺悔和自我審查。

### 《性史》
《性史》一共分三卷（本计划六卷）。
第一卷《认知的意志》（La volonté de savoir），也是最常被引用的那一卷，於1976年出版。其主题是探討最近的两个世纪中，性在权力统治中所起的作用。针对弗洛伊德等提出的维多利亚时代的性压抑，福柯提出置疑，指出性在17世纪并没有压抑，相反得到了激励和支持。社会构建了各种机制去强调和引诱人们谈论性。性与权力和话语紧密地结合在了一起。
第二卷《快感的享用》（L'Usage des plaisirs）研究古典希臘思想將性行為視為道德衡量與道德選擇領域的思考方式，以及這種思考方式所參照的主體化模式（modes de subjectivation）：倫理涵括的內容、讓主體臣服的類型、自我的制訂與道德目的論的形式。同時也研究醫學和哲學思想如何制訂「快感的運用」（chrèsis aphrodision），如何明確提出若干苦修的主題，並讓主題一再復返出現在體驗的四大主軸：和身體的關係、和配偶的關係、和男孩的關係、和真相的關係。
和第三卷《關注自我》（Le Souci de soi）是在福柯死前不久于1984年出版的。其主要内容是分析出現在古希腊人與拉丁文本裡的提問方式，此種提問方式在受到關注自我所支配的生活技能中，經歷的轉變。
此外福柯还基本上写好了第四卷《肉身的告白》，處理的是基督信仰最初幾個世紀，關於肉身與性的觀念，以及詮釋學和慾望的淨化解讀，在其中扮演的角色。但是因為福柯特别提出拒绝在他死后出版任何书籍， 家人最初根据他的遗愿而未出版第四卷的完整版本。其后，于2018年才透過出版社出版第四卷。

### 法兰西学院课程
除了1977年休假了一年之外，从1971年1月開始，一直到1984年6月逝世為止，福柯在法蘭西學院進行了一週一次的教學課程。當時的講稿和錄音皆有留存，且正陸續出版中。此外，福柯在1983年曾於柏克萊加州大學以英文做了六場講課，後來以《福柯說真話》（FEARLESS SPEECH）的書名出版。
以下為福柯在法蘭西學院的課程主題：
- 知識的意志（1970-1971年，已出版）
- 刑罰理論與制度（1971-1972年）
- 懲罰的社會（1972-1973年，已有中譯本）
- 精神病學的權力（1973-1974年，已出版）
- 不正常的人（1974-1975年，已有中譯本）
- 必須保衛社會（1975-1976年，已有中譯本）
- 安全、領土與人口（1977-1978年，已有中譯本）
- 生命政治的誕生（1978-1979年，已有中譯本）
- 對活人的治理（1979-1980年）
- 主體性與真相（1980-1981年，已有中譯本）
- 主體解釋學（1981-1982年，已有中譯本）
- 治理自我與治理他者（1982-1983年，已出版）
- 說真話的勇氣：治理自我與治理他者Ⅱ（1983-1984年，已有中譯本）

## 作品
- 《詞與物》[47]（1970）
- 《知识考古学》（1972）
- 《临床医学的诞生》（1973）
- 《古典時期瘋狂史》（1978）
- 《性经验史第一卷：认知的意志》
- 《规训与惩罚》
- 《性经验史第二卷：快感的运用》（1985）
- 《死亡与迷宫：雷蒙·鲁塞尔的世界》（1986）
- 《性经验史第三卷：自我的关怀》（1986）
- 《性经验史第四卷：肉体的忏悔》（2018）

以上作品，除《性經驗史》第四卷外，都收錄於加利瑪出版社的「七星文庫」。

## 研究書目
- 陸揚：《後現代性的文本闡釋：福柯與德里達》（上海：上海三聯書店，2000）。
- 楊凱麟：《分裂分析福柯：越界、褶曲與布置》（南京：南京大學出版社，2011，188頁。ISBN：9787305081767）。

## 外部連結
- 高宣揚：〈福柯的生存美學〉 （页面存档备份，存于）（2010）
- 高宣揚：〈福柯對基督教的批判〉 （页面存档备份，存于）（2004）
- 何乏筆：〈跨文化批判與當代漢語哲學：晚期傅柯研究的方法論反思 （页面存档备份，存于）〉。
- 何乏筆：〈從性史到修養史──論傅柯《 性史》 第二卷中的四元架構 （页面存档备份，存于）〉。
- 何乏筆：〈修養與批判：傅柯《主體詮釋學》初探〉。
- 分裂分析福柯：福柯研究 （页面存档备份，存于）引自楊凱麟論文平台 （页面存档备份，存于）
- 法理學經典導讀系列演講 （页面存档备份，存于） （由台灣法理學會、台灣法學會與台大人權暨法理學研究中心共同提供）
- 傅柯《性意識史》（Histoire de la sexualité, vol. 1: La volonté de savoir） （页面存档备份，存于）————由政治大學江玉林教授導讀
- foucault.info （页面存档备份，存于）